# Sierrawipstaart
De Sierrawipstaart (Cinclodes comechingonus) is een zangvogel uit de familie Furnariidae (ovenvogels).

## Verspreiding en leefgebied
Deze soort is endemisch in het noordelijke deel van Centraal-Argentinië.